# Dirty Rotten Imbeciles
Dirty Rotten Imbeciles, meist D.R.I. abgekürzt, ist eine Hardcore-Band aus dem texanischen Houston. D.R.I. entwickelten sich von einer im Punk-Milieu bekannten Band (u. a. Tour mit den Dead Kennedys), durch den Einfluss von Elementen aus dem Musikbereich des Heavy Metal, zu einer der Bands, die den Crossover am stärksten mitgeprägt haben. Musikalisch lassen sie sich dem Hardcore zuordnen.

## Bandgeschichte

### Anfangsjahre
Gegründet wurde sie als „US-DRI“ ("Us - Dirty Rotten Imbeciles") am 2. Mai 1982, ließ jedoch nach wenigen Monaten das „US“ weg. Zwei Monate nach ihrer Gründung trat die Band in Houston erstmals auf. Weitere vier Monate später nahmen sie ihre Songs im Studio auf und veröffentlichten diese auf der EP Dirty Rotten EP. Der Tonträger  sorgte durch den Umfang von 22 Songs mit einer Gesamtspielzeit von 18 Minuten für Aufmerksamkeit. Durch die Auflage von nur 1000 Exemplaren war die EP schnell vergriffen. Die Nachfrage führte bereits 1983 zur Veröffentlichung der Songs im 12"-Format als "Dirty Rotten LP".

### Höhepunkt der Karriere
Nachdem sie 1984 mit Violent Pacification eine weitere EP veröffentlicht hatten, nahmen sie im März 1985 unter dem Titel Dealing With It ihre erste LP auf. Da der eigentliche Bassist Josh Pappe während der Aufnahmen kurzzeitig die Band verließ, spielte auf dem Album Mike Offender von MDC gemeinsam mit dem Gitarristen der Band die Bassspuren ein.
In der Besetzung Kurt Brecht (Gesang), Spike Cassidy (Gitarre), Josh Pappe (Bass) und Felix Griffin (Schlagzeug) kam es 1987 zur Aufnahme und Veröffentlichung der LP Crossover, welche ihre Popularität in der Hardcoreszene wohl auf den Höhepunkt steigen ließ und sie musikalisch festlegte. Die einzelnen Stücke finden ihre Entsprechung in ihrer Geschwindigkeit im Hardcore-Genre, durch den Sound klingen sie sehr nach Metal. Daher entspricht der Albumtitel durchaus dem Charakter der Platte. Es folgten Tourneen durch die Vereinigten Staaten und Europa. Mit dem anschließenden Studioalbum Four Of A Kind gelang mit Platz 116 eine Listung in den Billboard-Charts. Nach einer darauffolgenden Europa-Tournee verließ Josh Pappe die Band und wechselte zu Gang Green. Mit den in folgenden Jahren veröffentlichten Alben gelang es der Band nicht, noch größere Popularität zu erlangen. Mit dem 1992 erschienenen Album Definition konnten sie sich musikalisch nicht mehr klar positionieren. So kam es nach dem 1995 veröffentlichten Album Full Speed Ahead zu keiner weiteren Studioproduktion.

### Heute

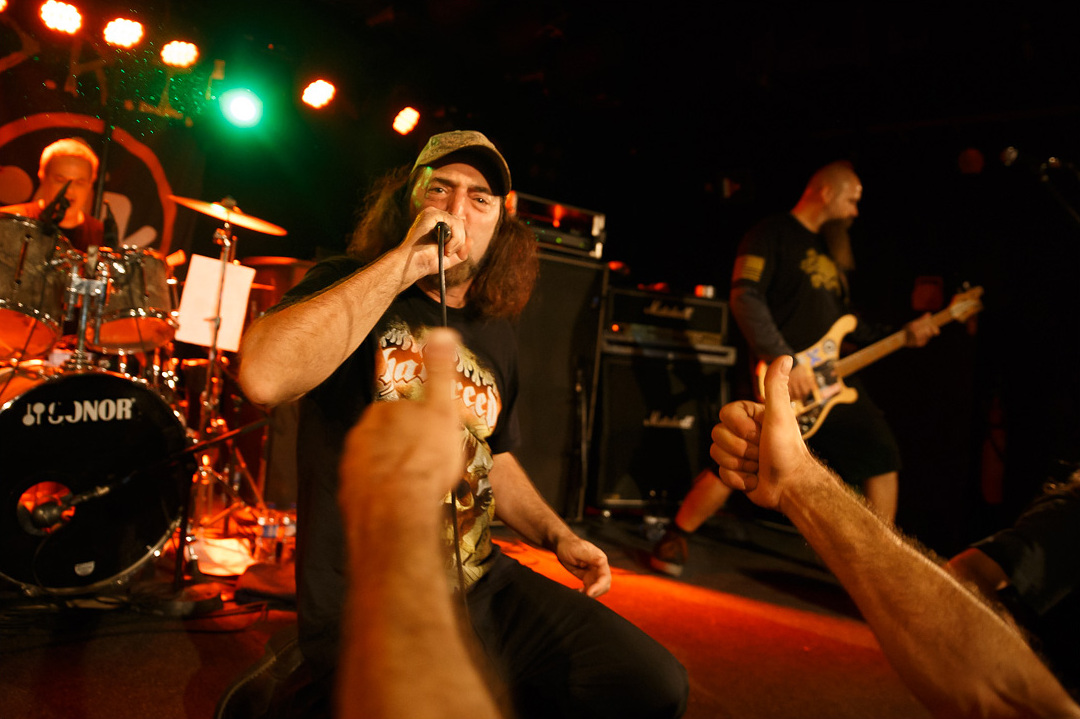
D.R.I., 2018

Nach wie vor ist die Band aktiv, und neben LP-Veröffentlichungen war 2006 eine Tournee geplant. Diese Tour musste jedoch abgesagt werden, weil der Gitarrist Spike Cassidy an Darmkrebs erkrankte. Cassidy hat seine Reha-Maßnahme mittlerweile erfolgreich beendet. Im Anschluss an seine Genesung war für 2007 eigentlich eine Tour zum 25. Bandjubiläum geplant, diese fand jedoch nicht statt.
Anfang August 2009 veröffentlichte die Band Termine für Auftritte innerhalb der USA, zum Ende des Jahres sowie für 2010. 2012 fand ein Auftritt auf dem Wacken Open Air statt. Im folgenden Jahr gingen sie mit den Suicidal Tendencies auf eine Tournee durch die USA. Im Mai des Jahres spielten sie in der Besetzung der LP Crossover fünf Konzerte innerhalb von Texas. Ebenfalls 2013 wurde das D.R.I.-Lied I Don’t Need Society vom 1985er-Album Dealing With It! für den Soundtrack des Computerspiels Grand Theft Auto V verwendet und ist im Spiel auf dem fiktiven Radiosender Channel-X zu hören.
Brecht, der nach wie vor Mitglied bei D.R.I. ist, engagiert sich mittlerweile ebenfalls für die Thrash-Band Pasadena Napalm Division. Während der frühen Phase der Band begann Kurt Brecht mit dem Schreiben und Publizieren mehrerer selbstverlegter Bücher. Bis dato sind die vier Titel „Notes From The Nest“, „The 30-Day Diarrhea Diet Plan“, „See The Loud Feeling“ und „Whore Stories“ bei Dirty Rotten Press erschienen. Brecht erwähnt in Interviews stets Pläne für künftige Titel. „Notes...“ und „Whore Stories“ wurden von Brecht als „Spoken Word“-CD veröffentlicht.

## Diskografie
- 1982: Dirty Rotten (EP, Dirty Rotten)
- 1983: Dirty Rotten (Dirty Rotten)
- 1984: Violent Pacification (EP, Dirty Rotten)
- 1985: Dealing With It (Metal Blade Records)
- 1987: Crossover (Metal Blade Records)
- 1988: 4 Of A Kind (Metal Blade Records)
- 1989: Thrash Zone (Metal Blade Records)
- 1992: Definition (Dirty Rotten)
- 1994: Live (Livealbum, Dirty Rotten)
- 1995: Full Speed Ahead (Dirty Rotten)
- 2005: CBGB'S 1984 (Livealbum, Beer City Records)
- 2005: D.R.I. Thrashkore Retrospektif (Kompilationsalbum, Mausoleum Records)
- 2016: But Wait, There's More! (EP, Beer City Records)
- 2017: Live at the Ritz 1987 (Livealbum, Beer City Records)
- 2018: Violent Pacification And More Rotten Hits 1983-1987 (Kompilationsalbum, Radiation Reissues)